# Lilly Scholz
Lilly Scholz (n. 18 aprilie 1903, Viena, Austro-Ungaria – d. 14 decembrie 1994, Viena, Austria) a fost o patinatoare artistică ce a reprezentat Austria, medaliată olimpică. A participat la o ediție a Jocurilor Olimpice (1928) în care a câștigat o medalie de argint.

## Participări
Lista de mai jos prezintă principalele competiții la care a participat Lilly Scholz de-a lungul carierei.
- pattinaggio di figura ai II Giochi olimpici invernali - Pattinaggio di figura a coppie[*]